# Kounachak
Kounachak (Кунаша́к) est un village de Russie appartenant au raïon de Kounachak dans l'oblast de Tcheliabinsk. C'est le centre administratif du raïon du même nom.

## Géographie
Kounachak se trouve au nord de l'oblast, à 75 km au nord de Tcheliabinsk, dans une région marécageuse au bord de petits lacs à la limite sud-est du lac Kounachak (relié par un canal au lac Ouïelgui), et à 6 km de la gare ferroviaire du même nom qui se trouve au hameau de Lesnoï.

## Histoire

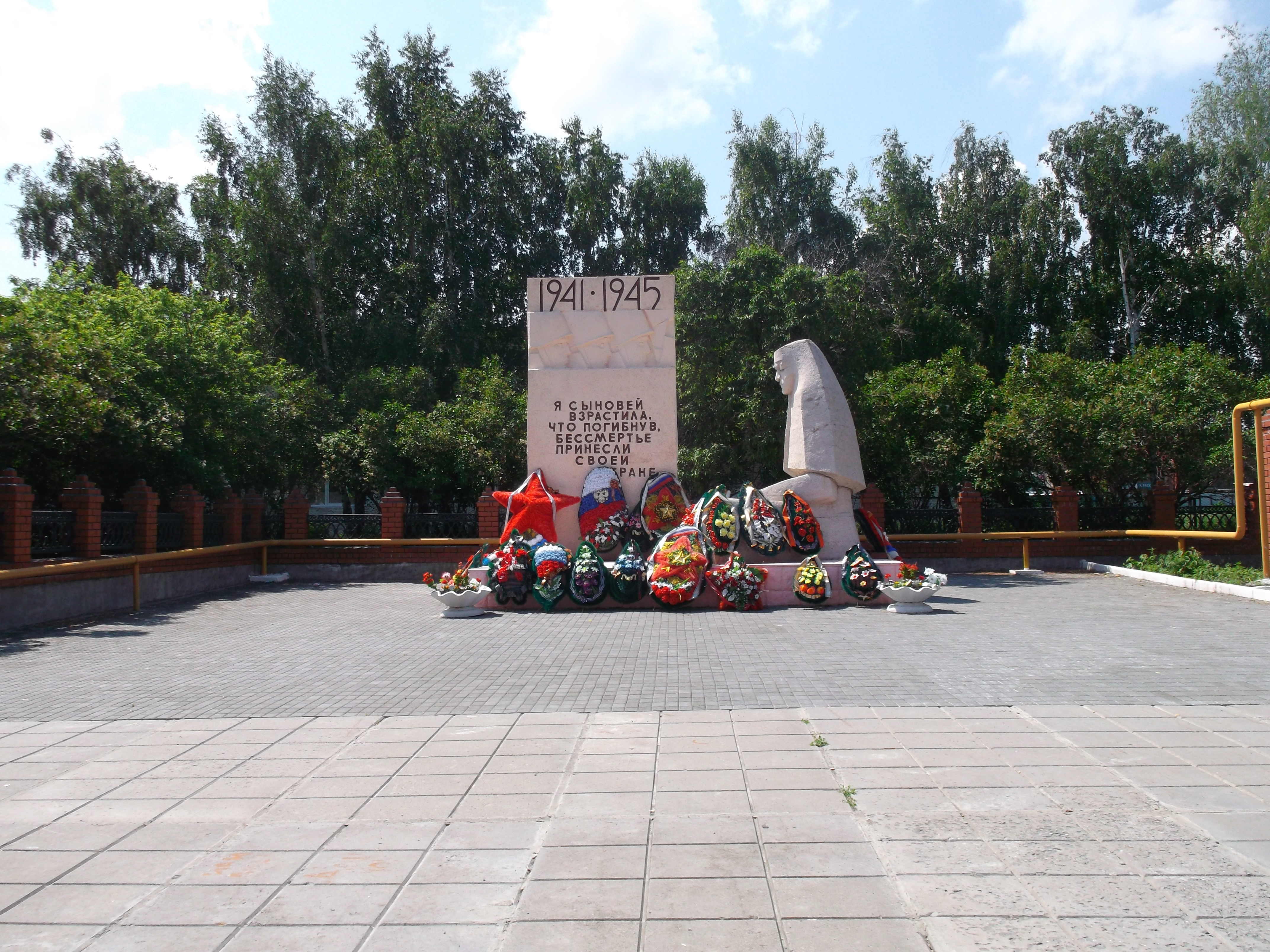
Monument aux morts de la Grande Guerre patriotique.

Le village a été fondé entre 1725 et 1735 avant la construction du fort de Tcheliabinsk, sur des terres appartenant à de nouveaux arrivants Bachkirs orientaux. Des fouilles archéologiques effectuées dans les environs ont découvert des sépultures hunniques et sarmates. Sur les cartes de 1891 et même encore de 1931, le nom du village est Kounchak ou Kounssak. Le village a possédé autrefois jusqu'à cinq mosquées avec des médersas. Les écoliers (chakirdis) étudiaient le Coran, l'histoire (tarikh), l'arithmétique, la calligraphie, l'arabe et le vieux-turc. Le village possède aujourd'hui deux mosquées sunnites construites à la fin des années 1990. L'on remarque une statue de Lénine sur la place centrale.

## Population
Recensements (*) ou estimations de la population
| 1959* | 1970* | 1979* | 1989* | 2002* |
| ----- | ----- | ----- | ----- | ----- |
| 4 199 | 4 832 | 5 210 | 5 703 | 5 993 |

| 2010* | 2021  | - | - | - |
| ----- | ----- | - | - | - |
| 6 296 | 6 822 | - | - | - |

Le recensement de 2010 répartit par nationalités (ethnies) les habitants comme suit: Tatars (sous-ethnie des Michars): 74,1%, Bachkirs: 14,3% et Russes: 8,9%.

## Économie

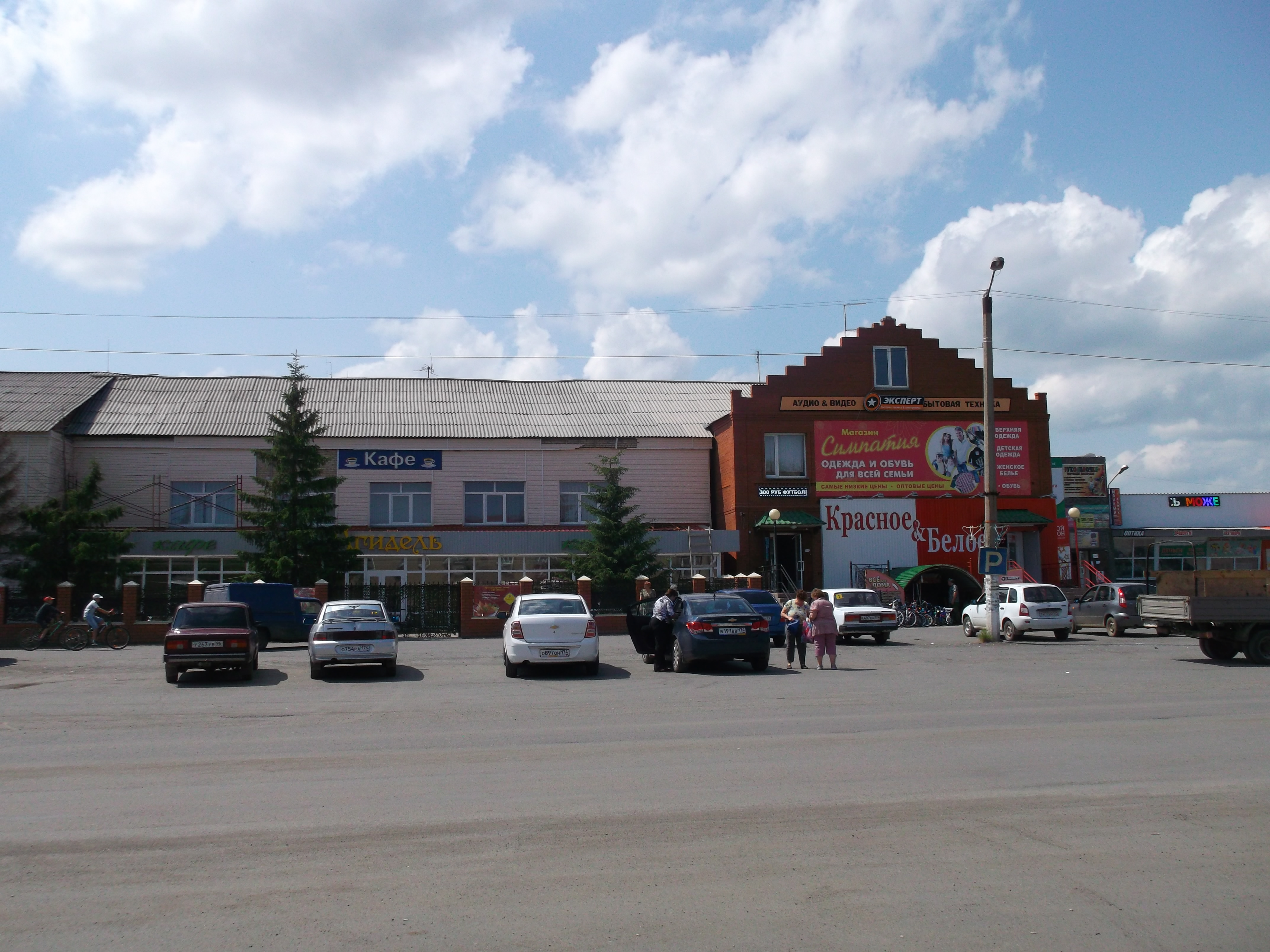
Commerces.

Kounachak dispose d'une fabrique de poissonnerie (ООО «Valyk»), d'entreprises forestières, d'un dépôt de pétrole, d'une usine d'asphalte et d'entreprises commerciales. C'est un nœud routier d'importance régionale. Le commerce de détail se développe, ainsi que celui de matériaux de construction. La pisciculture est importante.